# Liste der denkmalgeschützten Objekte in Kirnberg an der Mank
Die Liste der denkmalgeschützten Objekte in Kirnberg an der Mank enthält die 11 denkmalgeschützten, unbeweglichen Objekte der niederösterreichischen Gemeinde Kirnberg an der Mank.

## Denkmäler
| Foto |                 | Denkmal | Standort                                     | Beschreibung | Metadaten |
| ---- | --------------- | --- | -------------------------------------------- | --- | --- |
| ja   | Datei hochladen | Einsteigturm 61, 2 Kanalbrücken (Sigritsberg 1, Schonaberg) HERIS-ID: 111607 Objekt-ID: 129596seit 2012      | Standort siehe Beschreibung KG: Furth        | Die II. Wiener Hochquellenwasserleitung ist eine 183 Kilometer lange Trinkwasser-Versorgungsleitung für die Stadt Wien. Sie wurde auf Betreiben von Karl Lueger errichtet und nach zehnjähriger Bauzeit am 2. Dezember 1910 als II. Kaiser-Franz-Josef-Hochquellenleitung eröffnet. In diesem Abschnitt befinden sich der Einsteigturm 61 (Lage) und die beiden Kanalbrücken Sigritsberg 1 (Lage) und Schonaberg (Bild, Lage). | BDA-Hist.: Q37825403 Status: Bescheid Stand der BDA-Liste: 2025-06-30 Name: Einsteigturm 61, 2 Kanalbrücken (Sigritsberg 1, Schonaberg) GstNr.: 610, 549/2, 593/1, 463, 467/1, 439 Hochquellenwasserleitung in Kirnberg an der Mank |
| ja   | Datei hochladen | Kanalbrücke Sattlehen HERIS-ID: 111609 Objekt-ID: 129598seit 2012                                            | bei Obergraben 6 Standort KG: Furth          | Die II. Wiener Hochquellenwasserleitung ist eine 183 Kilometer lange Trinkwasser-Versorgungsleitung für die Stadt Wien. Sie wurde auf Betreiben von Karl Lueger errichtet und nach zehnjähriger Bauzeit am 2. Dezember 1910 als II. Kaiser-Franz-Josef-Hochquellenleitung eröffnet. Die Kanalbrücke Sattlehen verbindet die Katastralgemeinden Furth und Kirnberg. | BDA-Hist.: Q37825417 Status: Bescheid Stand der BDA-Liste: 2025-06-30 Name: Kanalbrücke Sattlehen GstNr.: 400/3 |
| ja   | Datei hochladen | Aquädukt Sigritsberg 2 HERIS-ID: 111608 Objekt-ID: 129597seit 2012                                           | Standort KG: Furth                           | Die II. Wiener Hochquellenwasserleitung ist eine 183 Kilometer lange Trinkwasser-Versorgungsleitung für die Stadt Wien. Sie wurde auf Betreiben von Karl Lueger errichtet und nach zehnjähriger Bauzeit am 2. Dezember 1910 als II. Kaiser-Franz-Josef-Hochquellenleitung eröffnet. | BDA-Hist.: Q37825409 Status: Bescheid Stand der BDA-Liste: 2025-06-30 Name: Aquädukt Sigritsberg 2 GstNr.: 507/3, 549/3, 550/1 |
| ja   | Datei hochladen | Kanalbrücke Sattlehen HERIS-ID: 111610 Objekt-ID: 129599seit 2012                                            | Obergraben 6, nördlich Standort KG: Kirnberg | Die Kanalbrücke Sattlehen der II. Wiener Hochquellenwasserleitung verbindet die Katastralgemeinden Furth (siehe dort) und Kirnberg. | BDA-Hist.: Q37825423 Status: Bescheid Stand der BDA-Liste: 2025-06-30 Name: Kanalbrücke Sattlehen GstNr.: 794/1 |
| ja   | Datei hochladen | Aufseherhaus HERIS-ID: 111612 Objekt-ID: 129601seit 2012                                                     | Roßbachstraße 1 Standort KG: Kirnberg        | Für die Wasserleitungsaufseher der II. Wiener Hochquellenleitung wurden im Abstand von 10 bis 13 km, jeweils in der Mitte der zu beaufsichtigenden Strecke, Aufseherhäuser als Wohn- und Betriebsgebäude errichtet, eines davon in Kirnberg. | BDA-Hist.: Q37825445 Status: Bescheid Stand der BDA-Liste: 2025-06-30 Name: Aufseherhaus GstNr.: 670/2 |
| ja   | Datei hochladen | Ein- und Auslaufkammer Mankdüker (EK 62, AK 63), Einsteigturm 64 HERIS-ID: 111611 Objekt-ID: 129600seit 2012 | Standort siehe Beschreibung KG: Kirnberg     | Der Mankdüker, ein Düker der II. Wiener Hochquellenwasserleitung, unterquert mit einer Horizontalentfernung von rund 530 m die Mank von der Einlaufkammer EK 62 (Lage) zur Auslaufkammer AK 63 (Lage). Weiter ist unter diesem Eintrag auch noch der Einsteigturm 64 (Lage) geschützt. | BDA-Hist.: Q37825435 Status: Bescheid Stand der BDA-Liste: 2025-06-30 Name: Ein- und Auslaufkammer Mankdüker (EK 62, AK 63), Einsteigturm 64 GstNr.: 727, 248/1, 792 Hochquellenwasserleitung in Kirnberg an der Mank               |
| ja   | Datei hochladen | Figurenbildstock hl. Johannes Nepomuk HERIS-ID: 78544 Objekt-ID: 92206                                       | Hauptstraße 1 Standort KG: Kirnberg          | Die Statue des hl. Johannes Nepomuk ist mit 1736 bezeichnet. | BDA-Hist.: Q38152374 Status: § 2a Stand der BDA-Liste: 2025-06-30 Name: Figurenbildstock hl. Johannes Nepomuk GstNr.: 655/3 Statue of John of Nepomuk, Kirnberg an der Mank                                                         |
| ja   | Datei hochladen | Kath. Pfarrkirche hl. Pankratius HERIS-ID: 50007 Objekt-ID: 54463                                            | Kirchenweg 1 Standort KG: Kirnberg           | Die inmitten des Schlossareals gelegene Pfarrkirche von Kirnberg (Patrozinium: hl. Pankratius) ist ein spätgotisches Gebäude mit einem einschiffigen, netzrippengewölbten Langhaus, das fließend in den Chor übergeht. Die Franz-Xaver-Kapelle im Süden wurde 1753 angebaut. Bemerkenswert ist der barocke Hochaltar, der nach der Aufhebung der Kartause Gaming nach Kirnberg versetzt wurde, sowie die beiden barocken Seitenaltäre. | BDA-Hist.: Q38037521 Status: § 2a Stand der BDA-Liste: 2025-06-30 Name: Kath. Pfarrkirche hl. Pankratius GstNr.: .36/2 Pfarrkirche Kirnberg an der Mank                                                                             |
| ja   | Datei hochladen | Schloss mit Pfarrhof HERIS-ID: 50006 Objekt-ID: 54462                                                        | Kirchenweg 1 Standort KG: Kirnberg           | Das Schloss Kirnberg ist ein unregelmäßiger burgähnlicher Komplex aus ein- bis zweigeschoßigen Gebäuden, die an drei Seiten den Hof umschließen, der an der vierten Seite von einer Mauer mit rechteckigem Tor begrenzt wird. In der Mitte des Hofes erhebt sich die Pfarrkirche. Der älteste Teil des Schlosses ist der Nordflügel, der im 15. Jahrhundert errichtet und im 18. Jahrhundert umgebaut wurde. Der Westtrakt entstand zwischen dem 16. und 18. Jahrhundert. | BDA-Hist.: Q38037513 Status: § 2a Stand der BDA-Liste: 2025-06-30 Name: Schloss mit Pfarrhof GstNr.: .36/2, .36/1 Schloss Kirnberg an der Mank                                                                                      |
| ja   | Datei hochladen | Schüttkasten, ehem. Meierhof HERIS-ID: 78532 Objekt-ID: 92194                                                | Kirchenweg 3 Standort KG: Kirnberg           | Ein zweigeschoßiges Wohnhaus aus dem 18. Jahrhundert mit Getreidespeicher und ein weiträumiges Wirtschaftsgebäude des späten 19. Jahrhunderts. | BDA-Hist.: Q38152343 Status: Bescheid Stand der BDA-Liste: 2025-06-30 Name: Schüttkasten, ehem. Meierhof GstNr.: .37 |
| ja   | Datei hochladen | Kath. Filialkirche hll. Peter und Paul HERIS-ID: 50442 Objekt-ID: 55419                                      | neben Pöllaberg 4 Standort KG: Mayerhöfen    | Die Filialkirche St. Peter und Paul in der Ortschaft Pöllaberg wurde vor 1260 in romanischem Stil errichtet. Nach der Zerstörung zu Beginn des Großen Türkenkrieges im Jahre 1683 wurde sie unter Beibehaltung einiger Bauteile (unter anderem an der Nord- und Südwand, wo noch die teilweise vermauerten romanische Rundbogenfenster zu sehen sind) barock wieder aufgebaut und 1713 neu geweiht. Durch einen Blitzschlag wurde die Kirche 1834 abermals zerstört und erst Mitte der 1930er-Jahre wieder renoviert. Im Inneren befindet sich eine barocke Ausstattung mit Fresken von Bartolomeo Altomonte. | BDA-Hist.: Q38040149 Status: § 2a Stand der BDA-Liste: 2025-06-30 Name: Kath. Filialkirche hll. Peter und Paul GstNr.: 682 Filialkirche Pöllaberg                                                                                   |